# Alfredo Battisti

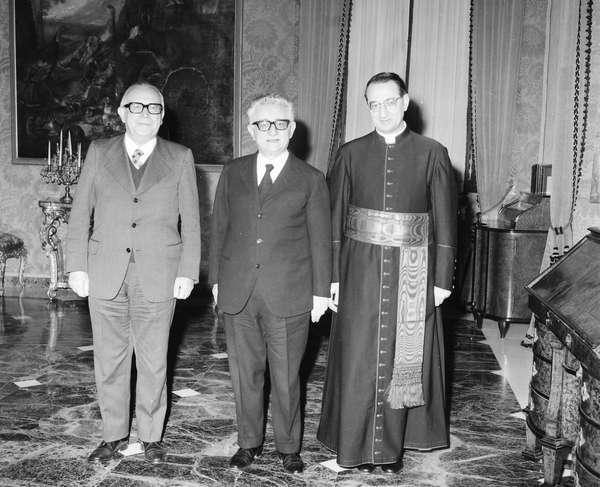
Alfredo Battisti (re.) als neuer Erzbischof von Udine beim italienischen Staatspräsidenten Giovanni Leone (Mitte) – Januar 1973

 Alfredo Battisti (* 17. Januar 1925 in Masi, Provinz Padua; † 1. Januar 2012 in Udine) war Erzbischof von Udine.

## Leben
Alfredo Battisti empfing am 20. September 1947 die Priesterweihe. 1951 schloss er in Rom ein Studium des kanonischen Rechts ab. Er war Cancellarius Curiae und bis 1972 Generalvikar des Bistums Padua.
Papst Paul VI. ernannte ihn am 13. Dezember 1972 zum Erzbischof von Udine. Der Bischof von Padua, Girolamo Bartolomeo Bortignon OFMCap, spendete ihm am 25. Februar 1973 die Bischofsweihe; Mitkonsekratoren waren Emilio Pizzoni, Weihbischof in Udine, und Giovanni Mocellini, Bischof von Adria. Am 28. Oktober 2000 nahm Papst Johannes Paul II. seinen altersbedingten Rücktritt an. Bis zur Ernennung seines Nachfolgers am 7. Januar 2001 führte er in Udine die Amtsgeschäfte als Apostolischer Administrator weiter.
Man bezeichnete ihn als Bischof des Erdbebens (il vescovo del terremoto); er engagierte sich maßgeblich nach dem Erdbeben von Friaul 1976 in der italienischen Region Friaul-Julisch Venetien. Insbesondere der Wiederaufbau von Rosazzo wird ihm zugerechnet.
Er starb am Neujahrstag 2012 an den Folgen eines Schlaganfalls.

## Schriften
- Luce della speranza, Messaggero 1981, ISBN 88-7026-437-8.
- II paradosso delle Beatitudini. La felicità secondo Gesù. paoline 2006, ISBN 978-88-315-3079-8.
- Sulle tracce del Risorto. Alla ricerca di segni di speranza. paoline 2009, ISBN 978-88-315-3576-2.